# Sérvio Fúlvio Flaco
Sérvio Fúlvio Flaco (em latim: Servius Fulvius Flaccus) foi um político da gente Fúlvia da República Romana eleito cônsul em 135 a.C. com Quinto Calpúrnio Pisão. Provavelmente era filho de Quinto Fúlvio Flaco, cônsul sufecto em 180 a.C., e irmão de Caio Fúlvio Flaco, cônsul no ano seguinte.

## Consulado (135 a.C.)
Flaco foi eleito cônsul em 135 a.C. com Quinto Calpúrnio Pisão e foi enviado pelo Senado Romano a Ilíria para submeter os vardenos. Cícero o elogia definindo-o como "letrado e eloquente". Depois, foi acusado de incesto e foi defendido por Caio Escribônio Curião. Com o o dinheiro resultante da venda do butim amealhado na campanha da Ilíria, financiou a construção de uma amurada de terra que permitiu a ampliação do santuário de Diana Tifatina em Cápua.